# Wybory parlamentarne w Mikronezji w 2005 roku
Wybory parlamentarne w Mikronezji odbyły się 8 marca 2005.
Do obsadzenia było 10 miejsc w 14-osobowym Kongresie Narodowym na 2-letnią kadencję w okręgach jednomandatowych; pozostali 4 członkowie to tzw. wolni senatorowie (senators-at-large), wybierani na 4-letnią kadencję, spośród których co 4 lata wybiera się prezydenta.

## Zwycięzcy
(według stanów; wszyscy kandydaci niezależni):
- Chuuk: Roosevelt Kansou, Simiram Sipenuk, Tiwiter Aritos, Moses Nelson, 1 mandat nieobsadzony
- Kosrae: Claude H. Phillip
- Pohnpei: Dohsis Halbert, Dion G. Neth, Peter M. Christian
- Yap: Isaac Figir

Poza Simiramem Sipenukiem ze stanu Chuuk, wszyscy wybrani parlamentarzyści byli kongresmenami do tej pory (w tym spiker Peter Christian i wicespiker Claude Phillip). W jednym z dystryktów stanu Chuuk doszło do nieprawidłowości. Nie zgadzała się znacząco liczba oddanych głosów z liczbą wydobytych z urn kart do głosowania.